# San Marcos Arteaga
San Marcos Arteaga es una localidad del estado mexicano de Oaxaca. Es cabecera del municipio de San Marcos Arteaga.

## Demografía
| Censo | Población |
| ----- | --------- |
| 1900  | 706       |
| 1910  | 815       |
| 1921  | 843       |
| 1930  | 1152      |
| 1940  | 993       |
| 1950  | 1220      |
| 1960  | 1511      |
| 1970  | 1169      |
| 1980  | 1065      |
| 1990  | 1181      |
| 1995  | 1120      |
| 2000  | 1067      |
| 2005  | 996       |
| 2010  | 1058      |
| 2020  | 1115      |